# Inspiring Generation
Inspiring Generation (hangul: 감격시대; rr: Gamgyeoksidae)  é uma série de televisão sul-coreana exibida pela KBS2 em 2014, estrelada por Kim Hyun-joong, Im Soo-hyang e Jin Se-yeon.

## Enredo
Uma história de violência, amor e amizade que viaja entre a Coréia, China e Japão na década de 1930.

## Elenco

### Elenco principal
- Kim Hyun-joong comp Shin Jung-tae
  - Kwak Dong-yeon como Lana Serto (jovem)
- Im Soo-hyang como senhora Gaya Deguchi
  - Joo Da-young como Nengboinem
- Jin Se-yeon como Kim Ok-vin
  - Ji Woo acomo Ok-ryun (jovem)

### Elenco de apoio
- Kim Jae-wook como Kim Soo-ok
- Kim Kap-soo como Toyama Denhkai
- Choi Jae-sung como Shin Young-chul
- Son Byung-ho como Choi Soo-ri
- Shin Seung-hwan como Jjang-ddol
  - Kim Dong-hee como Jjang-ddol (jovem)
- Kim Ga-eun como So-so
- Yoon Hyun-min como Aoki Denhkai
- Choi Cheol-ho como Shinjo Deguchi
- Shin Eun-jung como Kim Sung-deok
- Lee Cho-hee como Mal-sook
  - Kim Min-ha como Mal-sook (jovem)
- Bae Noo-ri como Yang-yang
- Jo Dong-hyuk como Shinichi
- Choi Ji-ho como Aka
- Kwak Seung-nam como Genjo
- Yang Ik-june como Hwang Bong-shik
- Jo Dal-hwan como Poong-cha
- Ji Seung-hyun como Kang-gae
- Nuel como Kkab-sae
- Kim Sung-oh como Jung Jae-hwa
- Kim Seo-kyung como Mang-chi
- Yoo Tae-woong como Shin Ma-juk
- Seo Dong-gun como Cha Sang-ki
- Choi Il-hwa como Seol Doo-sung
- Jung Ho-bin como Wang Baek-san
- Song Jae-rim como Mo Il-hwa
- Lee Joon-seok como Won-pyung
- Lee Chul-min como Bul-gom
- Uhm Tae-gu como Dokku
- Oh Soon-tae como Omogari
- Kim Roi-ha como Shin Ga-jeom
- Park Chul-min como o Old Man Fly
- Kim Se-jung como Shin Chung-ah
  - Lee Ji-woo como Chung-ah (jovem)
- Kim Byung-ki como cartomante
- So Hee-jung como Mok Po-daek, mãe de Mal-sook
- Lee Sang-hee como Kim Cheom-ji
- Jung Jin como Yamamotoh hagesawa
- Im Hyung-joon como Koichi
- Jo Ha-seok como Sasaki
- Im Se-hwan como Tamada
- Moon Hee-kyung como diretor Nun
- Hwang Chae-won como Rang-rang
- Kim Yoon-hee como Ryoko Deguchi
- Yeo Ho-min como Ma Dang-ga
- Lee Hae-in como Sunwoo Jin
- Han Je-in como Dan-shim
- Kim Jae-kyung como Meiling
- Tae Hang-ho como Moon-bokk

## Classificações
| Episódio | Data de transmissão original | Audiência média | Audiência média              | Audiência média | Audiência média              |
| Episódio | Data de transmissão original | TNmS Ratings    | TNmS Ratings                 | AGB Nielsen     | AGB Nielsen                  |
| Episódio | Data de transmissão original | Em todo o país  | Região Metropolitana de Seul | Em todo o país  | Região Metropolitana de Seul |
| -------- | ---------------------------- | --------------- | ---------------------------- | --------------- | ---------------------------- |
| 1        | 15 de janeiro de 2014        | 7.9%            | 9.2%                         | 7.8%            | 7.7%                         |
| 2        | 16 de janeiro de 2014        | 7.8%            | 9.2%                         | 7.7%            | 7.7%                         |
| 3        | 22 de janeiro de 2014        | 8.9%            | 9.2%                         | 9.6%            | 10.3%                        |
| 4        | 23 de janeiro de 2014        | 8.9%            | 8.3%                         | 7.9%            | 8.4%                         |
| 5        | 29 de janeiro de 2014        | 7.7%            | 8.6%                         | 7.0%            | 7.9%                         |
| 6        | 30 de janeiro de 2014        | 7.9%            | 8.7%                         | 8.3%            | 8.8%                         |
| 7        | 5 de fevereiro de 2014       | 7.0%            | 7.2%                         | 8.4%            | 8.6%                         |
| 8        | 6 de fevereiro de 2014       | 7.4%            | 9.3%                         | 8.9%            | 9.4%                         |
| 9        | 12 de fevereiro de 2014      | 8.8%            | 9.4%                         | 10.0%           | 10.7%                        |
| 10       | 13 de fevereiro de 2014      | 9.9%            | 11.6%                        | 11.4%           | 12.8%                        |
| 11       | 19 de fevereiro de 2014      | 8.8%            | 9.1%                         | 10.3%           | 10.8%                        |
| 12       | 20 de fevereiro de 2014      | 8.2%            | 9.8%                         | 9.8%            | 10.2%                        |
| 13       | 26 de fevereiro de 2014      | 8.7%            | 9.3%                         | 9.3%            | 9.7%                         |
| 14       | 27 de fevereiro de 2014      | 8.9%            | 10.3%                        | 9.7%            | 10.1%                        |
| 15       | 5 de março de 2014           | 10.0%           | 10.9%                        | 12.0%           | 12.7%                        |
| 16       | 6 de março de 2014           | 10.3%           | 11.6%                        | 12.5%           | 13.3%                        |
| 17       | 12 de março de 2014          | 10.7%           | 12.2%                        | 12.2%           | 13.2%                        |
| 18       | 13 de março de 2014          | 10.0%           | 11.4%                        | 12.6%           | 13.2%                        |
| 19       | 19 de março de 2014          | 9.2%            | 10.2%                        | 11.0%           | 11.1%                        |
| 20       | 20 de março de 2014          | 10.8%           | 12.4%                        | 12.1%           | 12.8%                        |
| 21       | 26 de março de 2014          | 10.0%           | 11.4%                        | 11.6%           | 12.3%                        |
| 22       | 27 de março de 2014          | 10.3%           | 10.9%                        | 12.3%           | 13.6%                        |
| 23       | 2 de abril de 2014           | 9.8%            | 10.4%                        | 11.1%           | 11.5%                        |
| 24       | 3 de abril de 2014           | 10.7%           | 11.6%                        | 12.3%           | 13.5%                        |
| Média    | Média                        | 9.0%            | 10.0%                        | 10.2%           | 10.8%                        |